# Piața Sfântul Petru din Roma

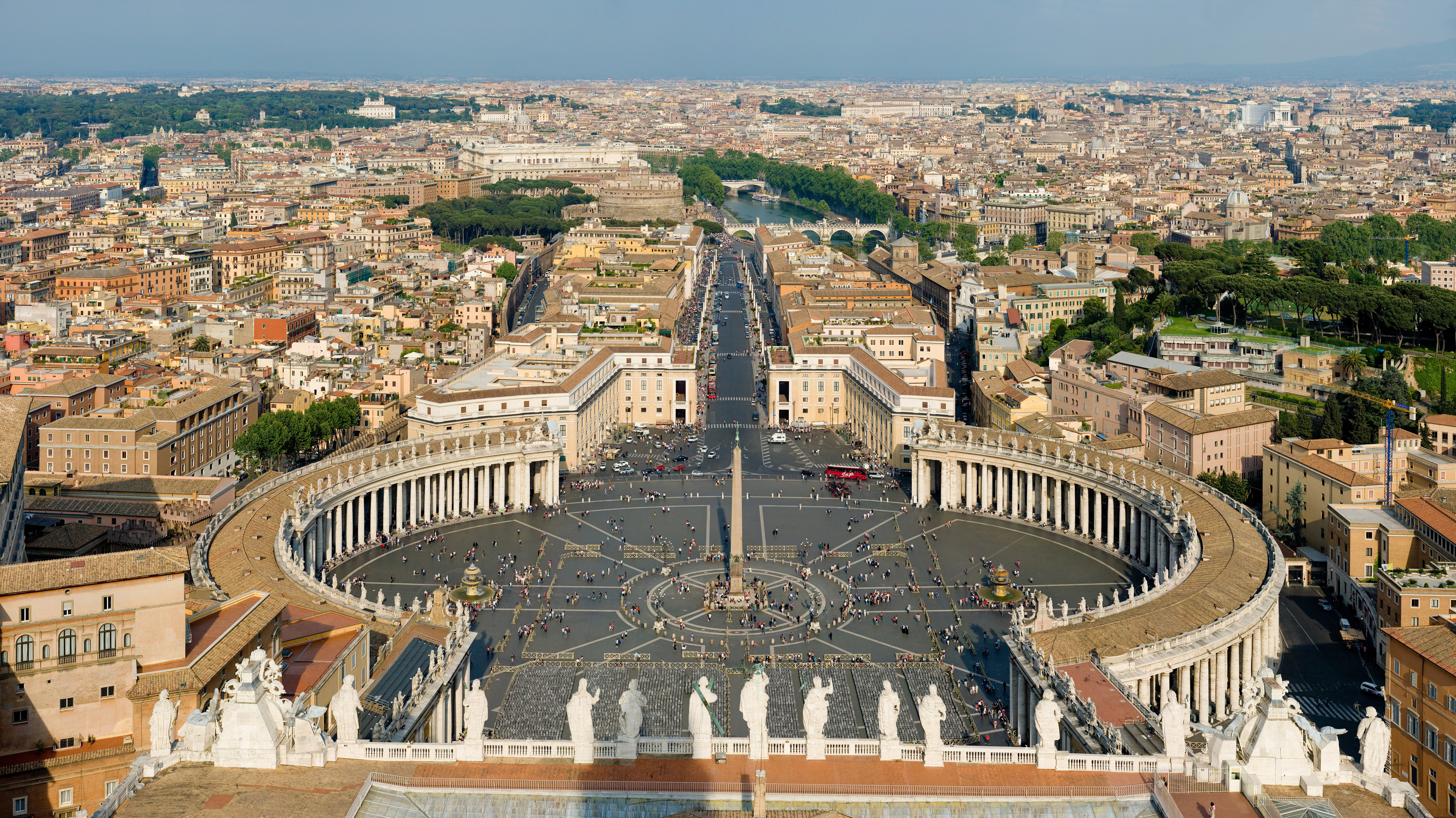
Piața Sf. Petru văzută dinspre Bazilica Sf. Petru

Piața Sfântul Petru din Roma (în italiană Piazza San Pietro) a fost realizată de Gian Lorenzo Bernini, unul din cei mai renumiți arhitecți ai barocului, între 1656-1667 la comanda papei Alexandru al VII-lea în fața Bazilicii Sf. Petru din Roma. În prezent Piața Sfântul Petru este teritoriu al Statului Vatican. Mulți credincioși se adună aici pentru slujbele în aer liber. În 1930 Mussolini a demolat un cartier medieval pentru a construi Via della Conciliazione („Calea Împăcării”), care leagă Tibrul de Piața Sfântul Petru.  
Piața este înconjurată de coloane semicirculare ale ordinului toscan proiectat de Bernini, care, în combinație cu catedrala, formează forma simbolică  „Cheia Sfântului Petru”. În mijloc se află un obelisc egiptean din  Heliopolis, adus la Roma de împăratul Caligula și, conform legendelor, a decorat circulația lui Nero, în care apostolul Petru a fost executat și în locul unde a fost ridicată o catedrală. Acesta este singurul obelisc din oraș, care a rămas neschimbat până în epoca Renașterii. Romanii medievali credeau că cenușa lui Iulius Cezar este ținută într-o minge de metal deasupra obeliscului. 
Colonadele lui Bernini constituie frontiera de stat dintre Vatican și Italia.

## Istorie
Spațiul deschis aflat în fața bazilicii a fost reproiectat de Gian Lorenzo Bernini între anii 1656-1667, sub conducerea Papei Alexandru al VII-lea, ca o curte concepută „astfel încât papa se fie văzut de un număr cât mai mare de oameni, pentru a primi și a da binecuvântarea, fie de la mijlocul fațadei bisericii, fie de la fereastră din Palatul Vatican ". Bernini a lucrat timp de un deceniul la interiorul pieței Sf. Petru. A folosit pentru construcția coloanelor sale renumite ordinul doric.
Acoperișurile masive ale Palatului Apostolic au dominat spațiul din dreapta fațadei bazilicii. Astfel construcțiile trebuiau să mascheze apartamentele papale.  Obeliscul a fost poziționat în centru pieției, iar într-o parte o fântână de granit de Maderno. Bernini a căutat ca fântâna să pară una dintre focurile ovato tondo, îmbrățișată de coloanele sale. 
Potrivit Tratatului de la Lateran, zona Pieței Sf. Petru este supusă autorității italiene pentru controlul polițienesc, chiar dacă face parte din statul Vatican.

## Galerie

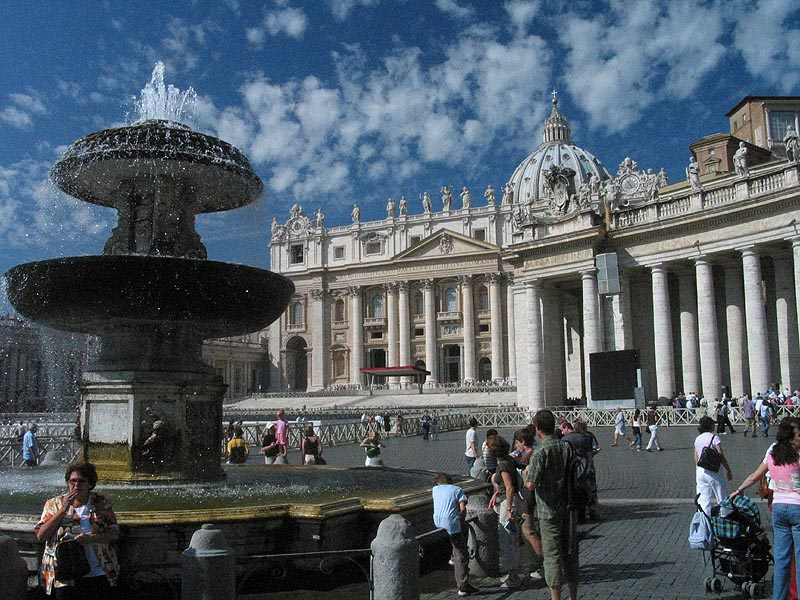
Fântâna arteziană din Piața Sf. Petru
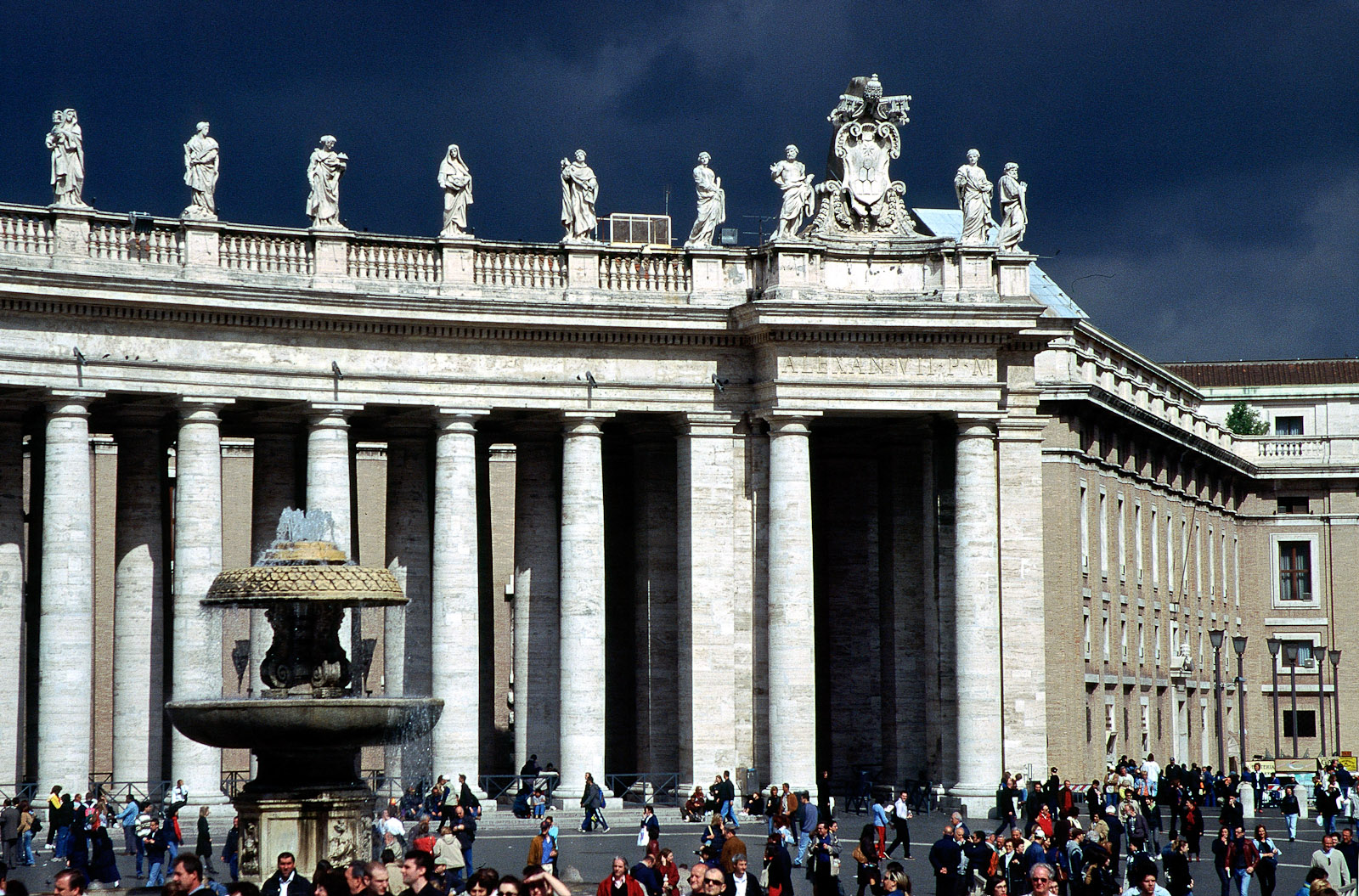
Arteziana și colonadele din Piața Sf. Petru
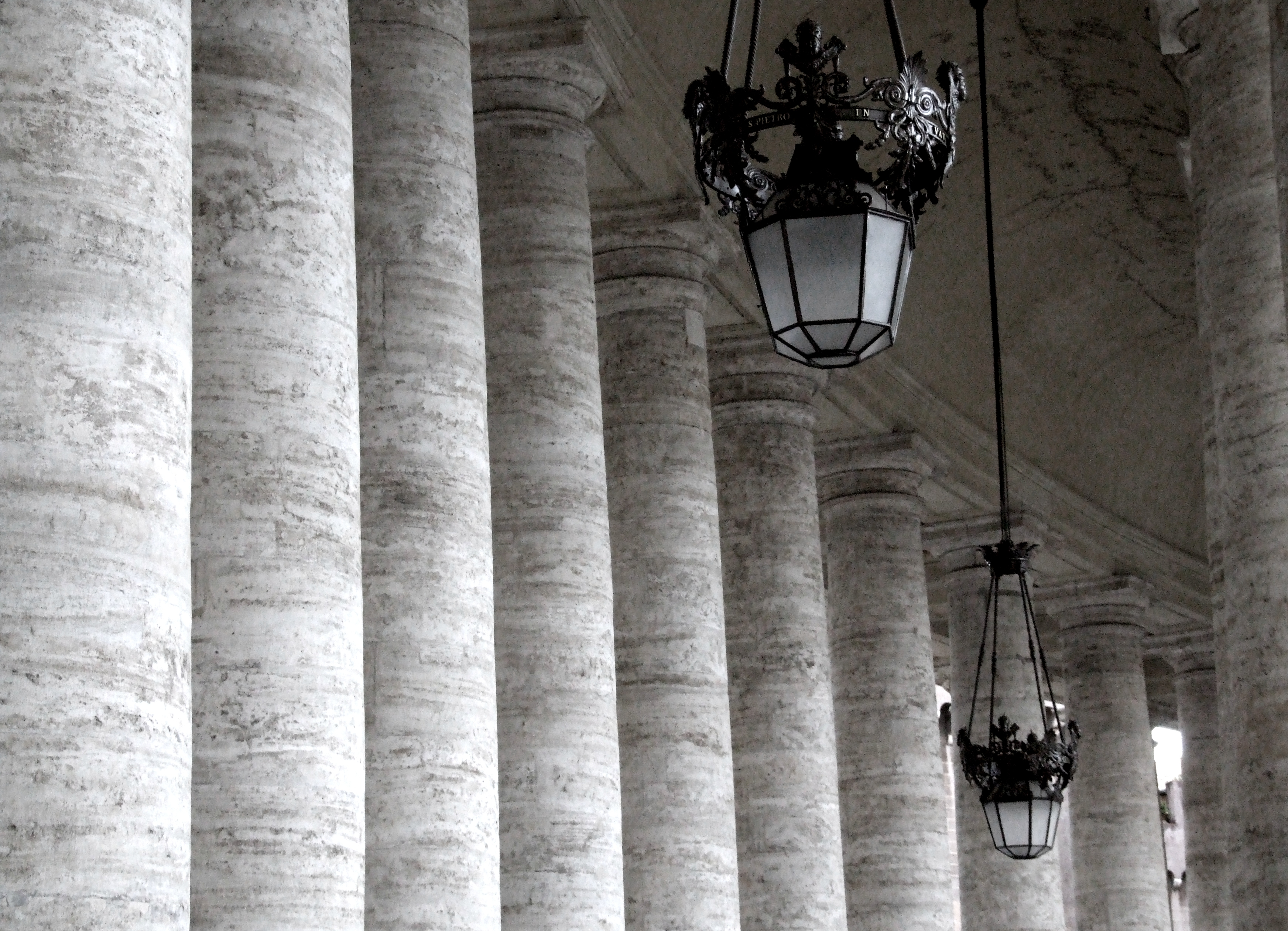
Colonade și felinare
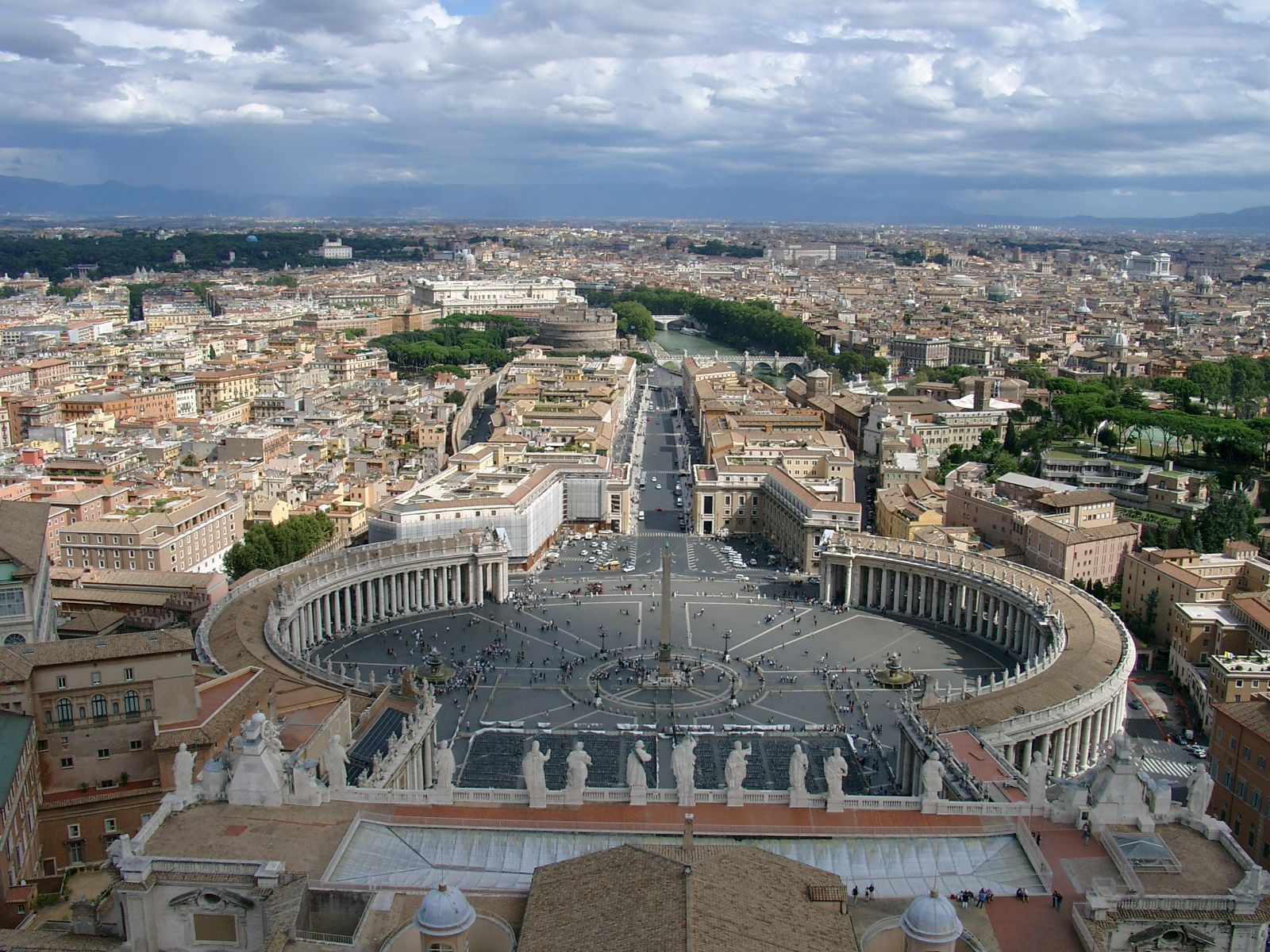
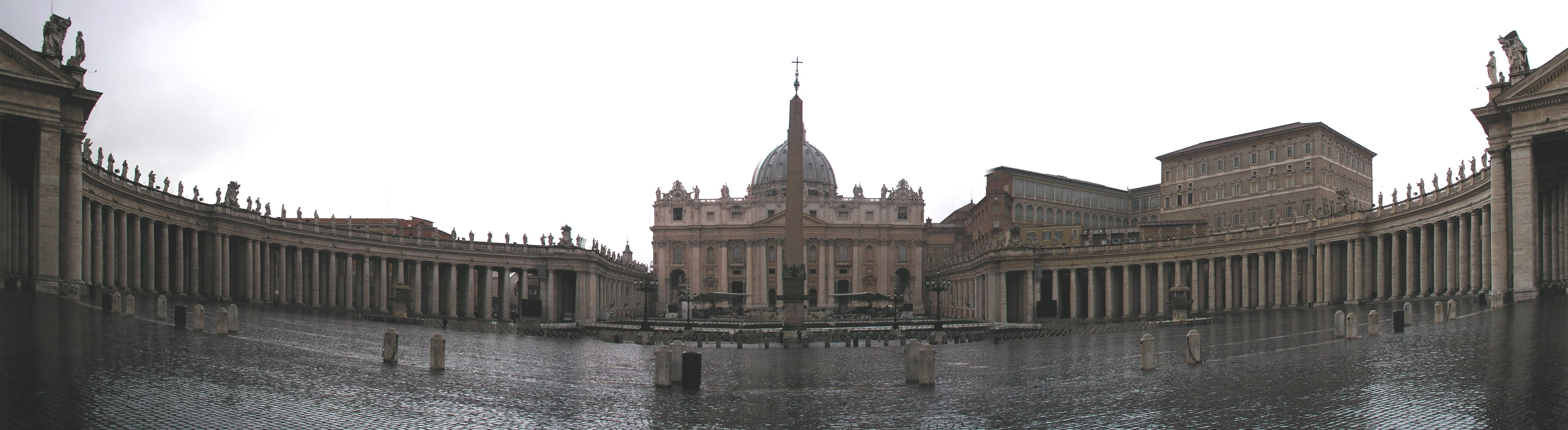
Panoramă pe timp de ploaie
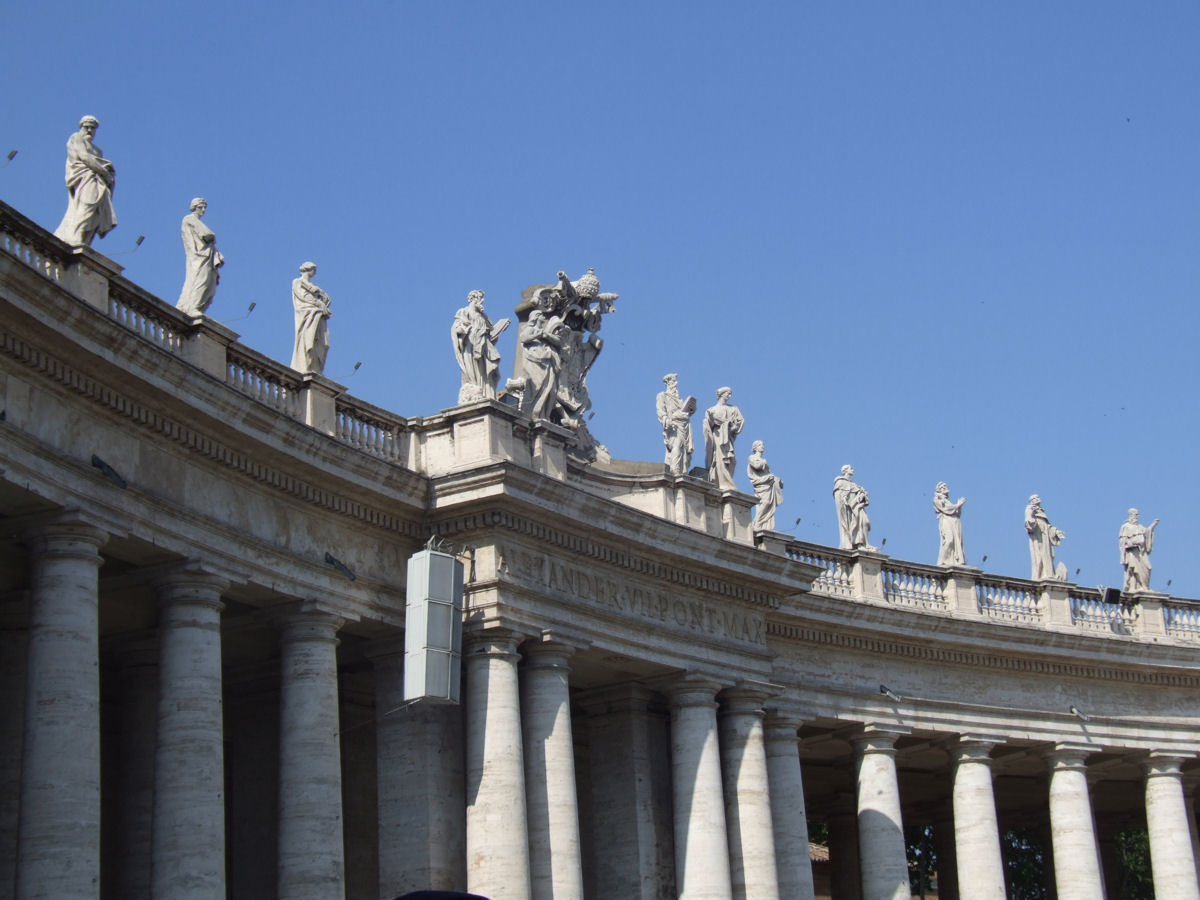
Statuiele colonadelor
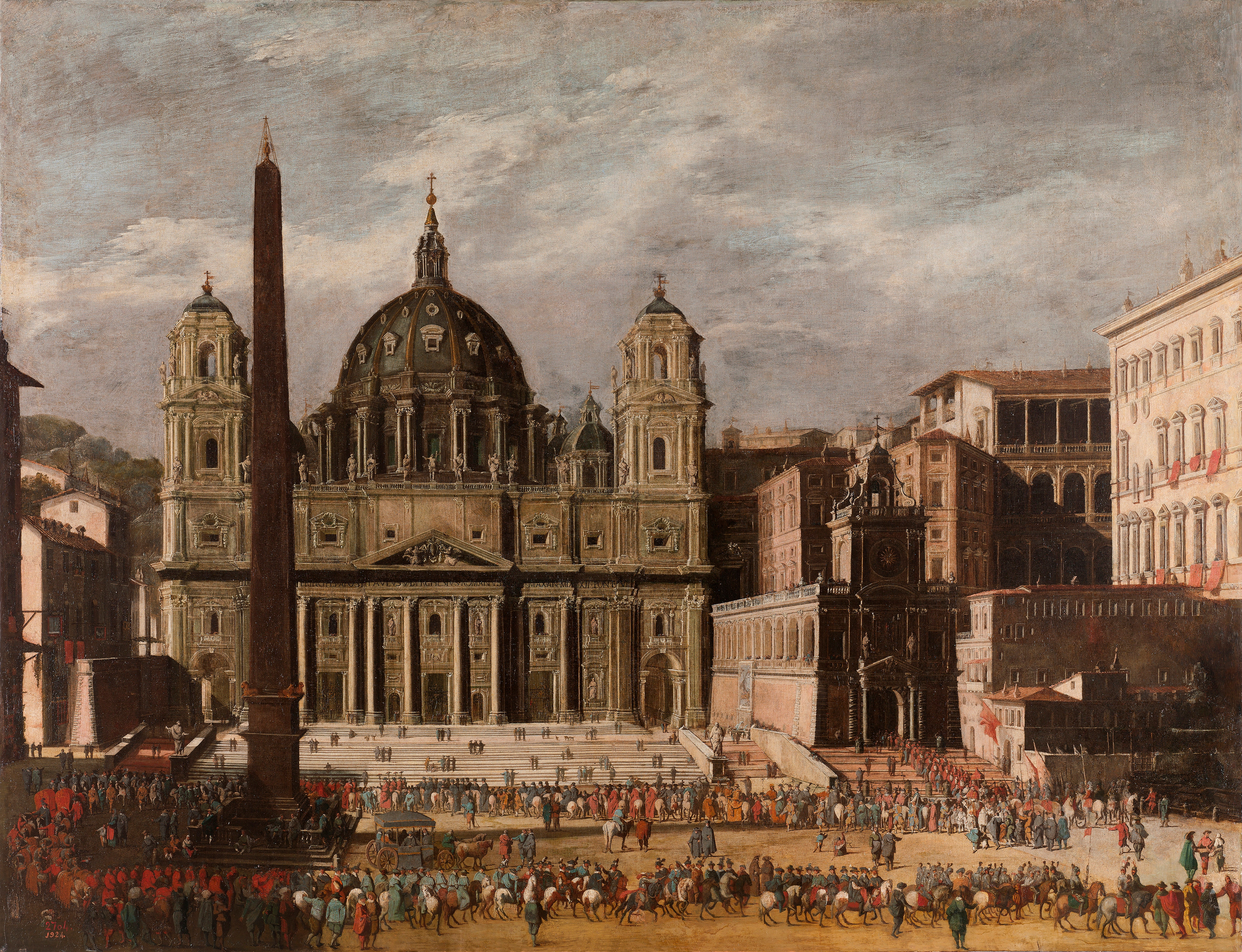
Piața Sf. Petru, pictură de Viviano Codazzi, 1630
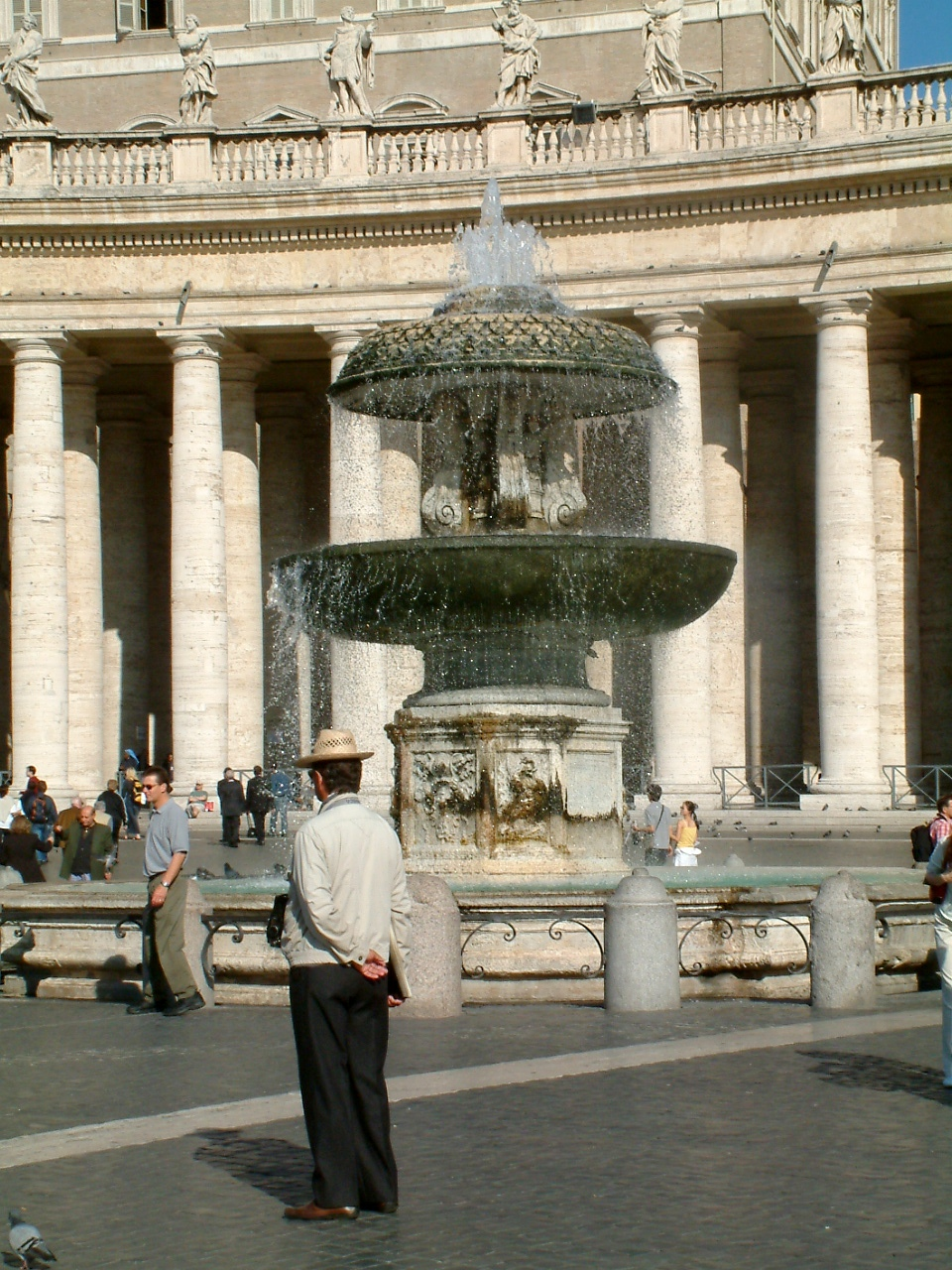
Arteziana lui Bernini, 1675
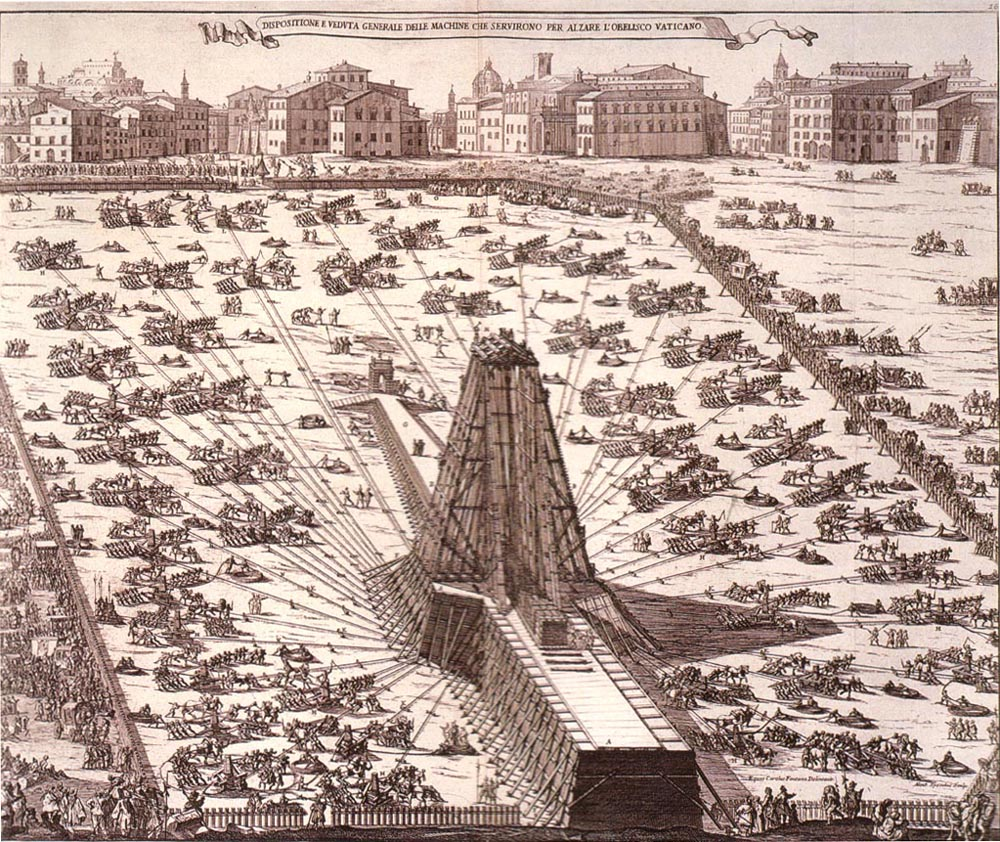
Ridicarea obeliscului în 1586 a durat treisprezece luni
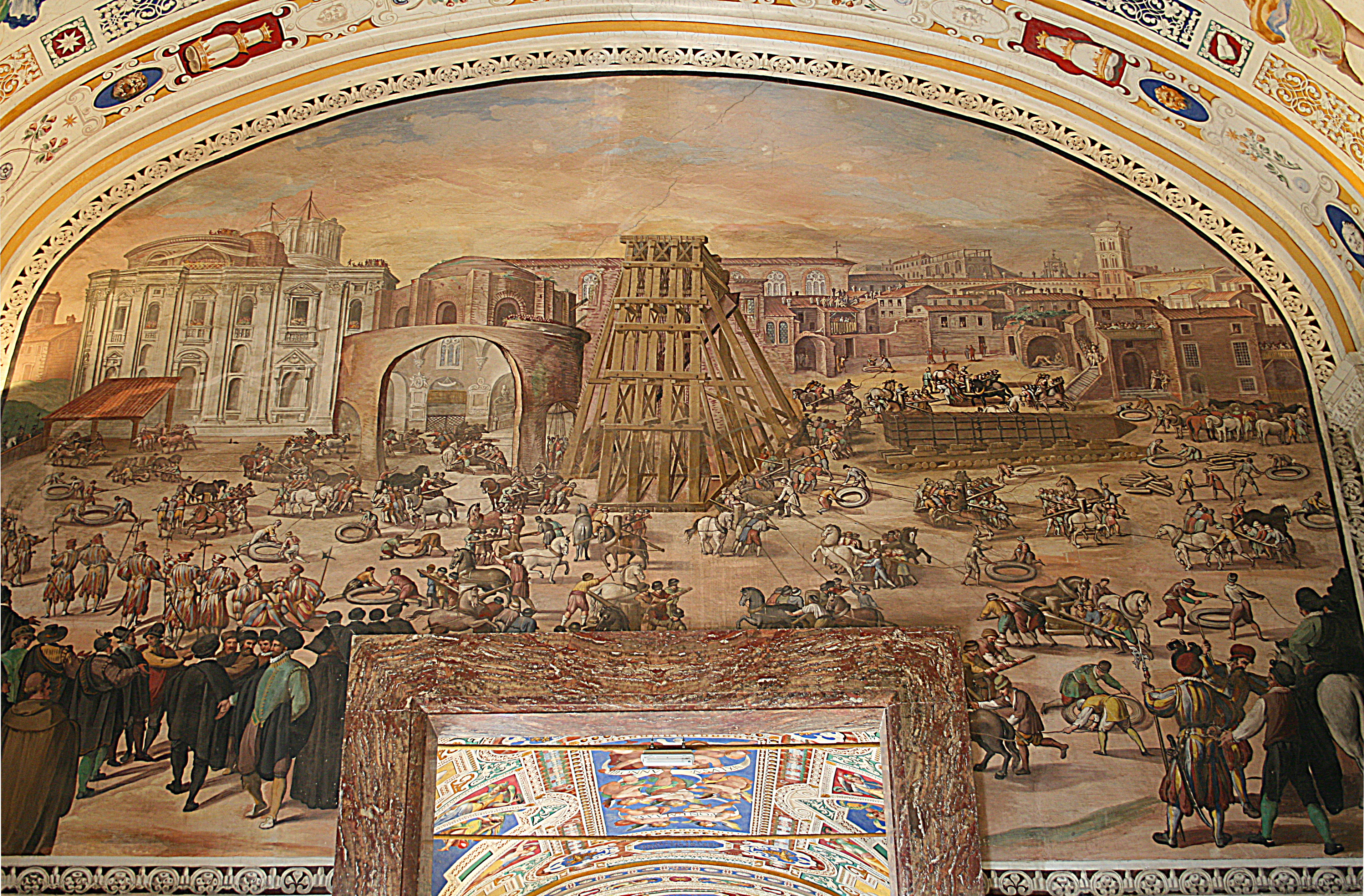
Ridicarea obeliscului
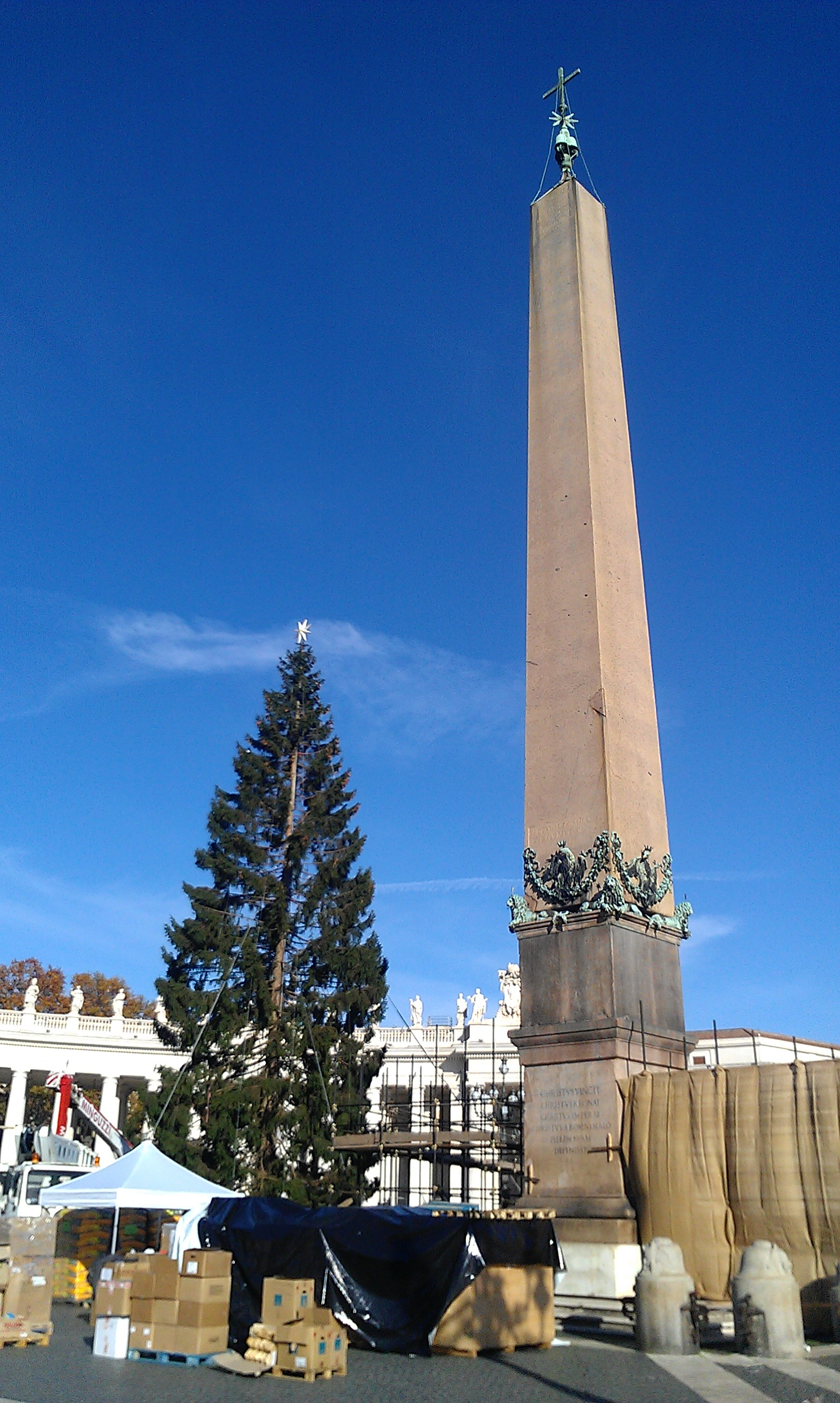
Obeliscul și  Pomul de Crăciun
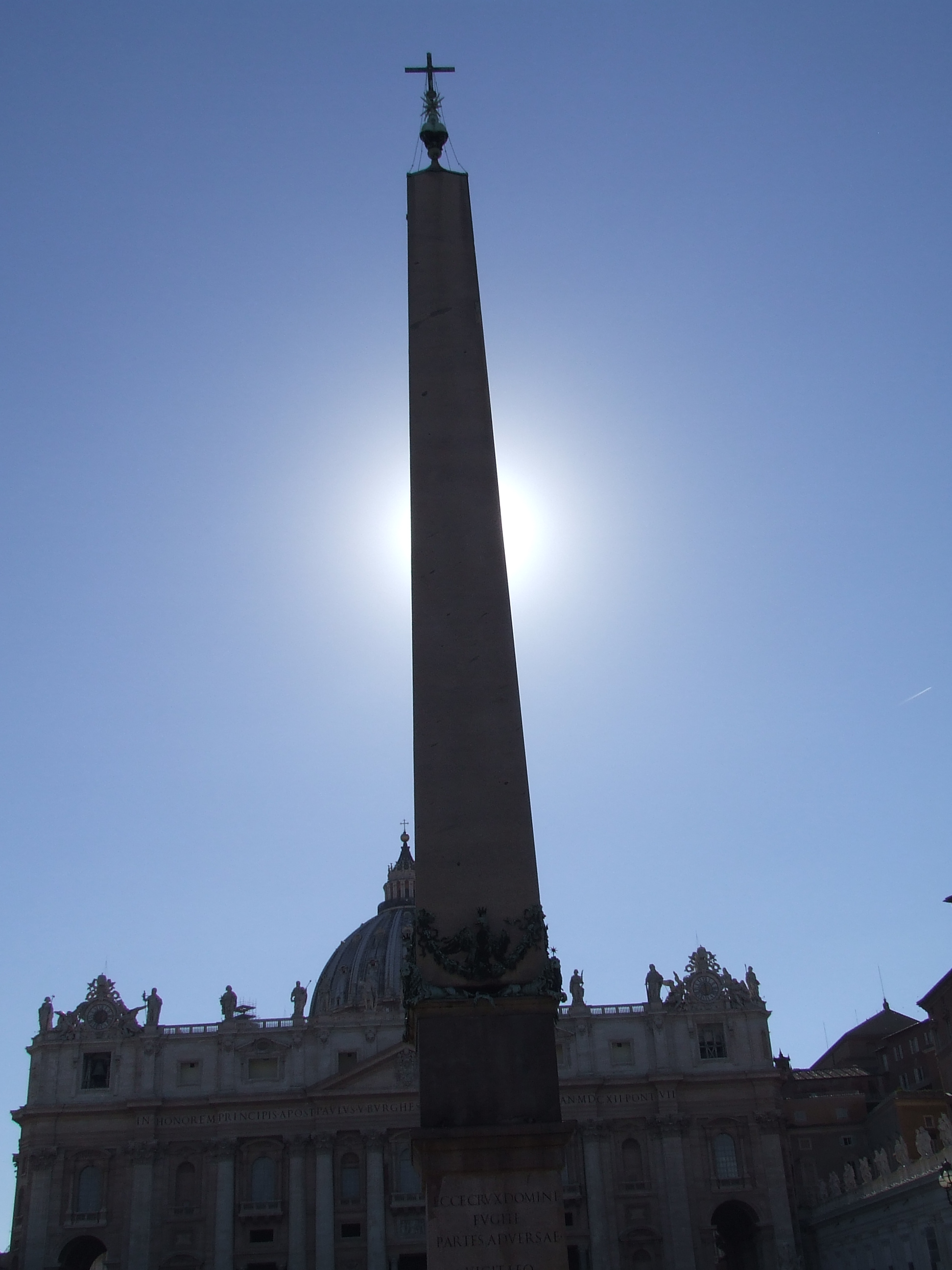
Silueta obeliscului (2018)